# Zatoka małżowiny dogrzbietowej
Zatoka małżowiny dogrzbietowej (łac. sinus conchae dorsalis) – jedna z zatok przynosowych.
Zatoka ta leży w obrębie małżowiny dogrzbietowej, zajmując niekiedy właściwie prawie całą kość.
U konia zatoka małżowiny dogrzbietowej leży jedynie w tylnej części tej małżowiny. U tego ssaka łączy się ona z zatoką czołową, leżącą doogonowo od niej. W efekcie można mówić o jednej zatoce, zwanej mianem zatoki małżowinowo-czołowej.
W przypadku drapieżnych takiej zatoki w ogóle nie obserwuje się. U człowieka w ogóle nie wyróżnia się małżowiny dogrzbietowej jako odrębnej kości, małżowina nosowa górna stanowi u niego część kości sitowej, której puste przestrzenie określa się mianem komórek sitowych.